# Рубцов, Владимир Григорьевич
Владимир Григорьевич Рубцов (26 февраля 1932, Ростов-на-Дону — 18 ноября 2010, Саратов) — советский и российский деятель образования в системе Министерства внутренних дел, начальник Рязанской высшей школы МВД СССР (1981—1988), начальник Саратовских высших курсов МВД СССР (1988—1991), генерал-майор внутренней службы.

## Биография
Владимир Григорьевич Рубцов родился 26 февраля 1932 года в городе Ростове-на-Дону в семье военнослужащего. В 1937 году его отец был репрессирован. Реабилитирован посмертно.
- 1948 год — 1956 год — работа в различных отраслях народного хозяйства и на комсомольской работе.
- 1962 год — 1967 год — начальник отдела капитального строительства УВД Саратовской области, затем начальник отдела мест заключения Саратовской области.
- 1967 год — 1981 год — заместитель начальника УВД Магаданской области, учёба в Академии МВД СССР, затем заместитель начальника УВД Ульяновской области.
- 1981 год — 1988 год — начальник Рязанской высшей школы МВД СССР.
- 1988 год — 1991 год — начальник Саратовских высших курсов МВД СССР.
- С 1992 года — генерал-майор внутренней службы в отставке.
- 1992 год — 2010 — председатель Совета ветеранов органов внутренних дел и внутренних войск Саратовской области[1].

Умер 18 ноября 2010 года в городе Саратове.

## Награды
- Орден Красной Звезды
- Орден «Знак Почёта»
- Нагрудный знак «Заслуженный работник МВД»
- Почётный знак Губернатора Саратовской области «За любовь к родной земле» (2002)[2]
- Медали